# 喬·史壯
喬瑟夫·班傑明·史壯（英語：Joseph Benjamin Strong，1962年9月9日—）為美國職棒棒球選手，早期曾經來台灣效力過中華職棒味全龍及時報鷹，中文登錄名為「史東」。

## 職棒生涯成績

### 中華職棒
- (粗黑體字為該年度最佳或最高成績)

| 年度 | 球隊   | 出賽 | 先發 | 勝投 | 敗投 | 完投 | 完封 | 救援 | 中繼 | 奪三振 | 四死 | 投球局數 | 責失 | 防禦率 |
| ---- | ------ | ---- | ---- | ---- | ---- | ---- | ---- | ---- | ---- | ------ | ---- | -------- | ---- | ------ |
| 1990 | 味全龍 | 33   | 25   | 16   | 7    | 18   | 5    | 3    | －   | 110    | 92   | 216.0    | 46   | 1.92   |
| 1991 | 味全龍 | 34   | 23   | 15   | 10   | 16   | 2    | 5    | －   | 116    | 72   | 211.1    | 63   | 2.68   |
| 1992 | 味全龍 | 32   | 26   | 12   | 12   | 16   | 1    | 2    | －   | 131    | 103  | 217.1    | 76   | 3.15   |
| 1996 | 時報鷹 | 11   | 11   | 4    | 4    | 2    | 0    | 0    | －   | 28     | 28   | 63.0     | 28   | 4.00   |
| 合計 | 4年    | 110  | 85   | 47   | 33   | 52   | 8    | 10   | 0    | 385    | 295  | 707.2    | 213  | 2.71   |

## 生平
史東在1984年與奧克蘭運動家簽訂合約，1990年至1992年加入中華職棒味全龍，1996年加入中華職棒時報鷹，1997年加入韓國職棒現代獨角獸
，然後於1999年與美國職棒坦帕灣魔鬼魚簽訂合約。
在經過16年職業生涯後，史東在2000年5月11日成為美國職棒佛羅里達馬林魚成員，成為40年來美國職棒大聯盟最老的菜鳥。他於美國職棒獨立聯盟卡姆敦河鯊結束棒球生涯。

## 經歷
- 美國職棒奧克蘭運動家（小聯盟１Ａ～２Ａ）（1984～1987）
- 中華職棒味全龍（1990～1992）
- 美國職棒聖地牙哥教士（小聯盟１Ａ～３Ａ）（1993）
- 美國職棒芝加哥白襪（小聯盟１Ａ）（1994）
- 美國職棒獨立聯盟申瑞冰河（1995）
- 中華職棒時報鷹（1996）
- 韓國職棒現代獨角獸（1997～1998）
- 美國職棒坦帕灣魔鬼魚（小聯盟２Ａ～３Ａ）（1999）
- 墨西哥聯盟墨西哥市虎（1999）
- 美國職棒佛羅里達馬林魚（小聯盟３Ａ～大聯盟）（2000～2001）
- 美國職棒密爾瓦基釀酒人（小聯盟３Ａ）（2002）
- 美國職棒獨立聯盟卡姆敦河鯊（2004）

## 外部連結
- 喬·史壯在中華職棒官網
- 喬·史壯在Baseball-Reference.com（大聯盟）（英语）
- 喬·史壯在Baseball-Reference.com（小聯盟以及海外聯盟）（英语）
- 喬·史壯在Retrosheet（英语）
- 喬·史壯在The Baseball Cube（英语）
- 喬·史壯在台灣棒球維基館上的頁面（繁體中文）

| 前任： 黃平洋 | 味全龍開幕戰先發投手 1991年 | 繼任： 黃平洋 |